# Court and Spark
Court and Spark é o sexto álbum de estúdio da cantora e compositora canadense Joni Mitchell, lançado em 17 de janeiro de 1974, por intermérdio da Asylum Records. O álbum abrange estética musical de folk rock, desenvolvida ao longo de seus outros álbuns, além da presença de jazz fusion.
Nos Estados Unidos, o álbum alcançou a 2ª posição na Billboard 200. No Canadá, alcançou a 1ª posição. No Reino Unido, alcançou a 20ª posição e foi listado como um dos melhores álbuns pela seleção do The Village Voice Pazz & Jop. Em 2003, a publicação Rolling Stone listou Court and Spark como um dos 500 melhores álbuns de todos os tempos.

## Lista de faixas
Todas as faixas escritas e compostas por Joni Mitchell, exceto onde escrito. 
| Lado A |                      |         |  |
| N.º    | Título               | Duração |  |
| 1.     | "Court and Spark"    | 2:46    |  |
| 2.     | "Help Me"            | 3:22    |  |
| 3.     | "Free Man in Paris"  | 3:02    |  |
| 4.     | "People's Parties"   | 2:15    |  |
| 5.     | "The Same Situation" | 2:57    |  |

| Lado B |                        |                          |         |  |
| N.º    | Título                 | Compositor(es)           | Duração |  |
| 1.     | "Car on a Hill"        |                          | 3:02    |  |
| 2.     | "Down to You"          |                          | 5:38    |  |
| 3.     | "Just Like This Train" |                          | 4:24    |  |
| 4.     | "Raised on Robbery"    |                          | 3:06    |  |
| 5.     | "Trouble Child"        |                          | 2:38    |  |
| 6.     | "Twisted"              | Annie Ross, Wardell Gray | 2:21    |  |